# NGC 3266
NGC 3266 est une galaxie lenticulaire située dans la constellation de la Grande Ourse. NGC 3266 a été découverte par l'astronome germano-britannique William Herschel en 1791.

## Caractéristiques
Sa vitesse par rapport au fond diffus cosmologique est de 1 879 ± 14 km/s, ce qui correspond à une distance de Hubble de 27,7 ± 2,0 Mpc (∼90,3 millions d'al). 
NGC 3266 présente une large raie HI.

## Paire de galaxies
Selon une étude réalisée par Abraham Mahtessian en 1988, NGC 3259 et NGC 3266 forment une paire de galaxies.

## Supernova
La supernova SN 1950M a été découverte dans NGC 3266 le 19 mars 1950 par Deutsch. Le type de cette supernova n'a pas été déterminé.